# Kongresszentrum Schwabenlandhalle

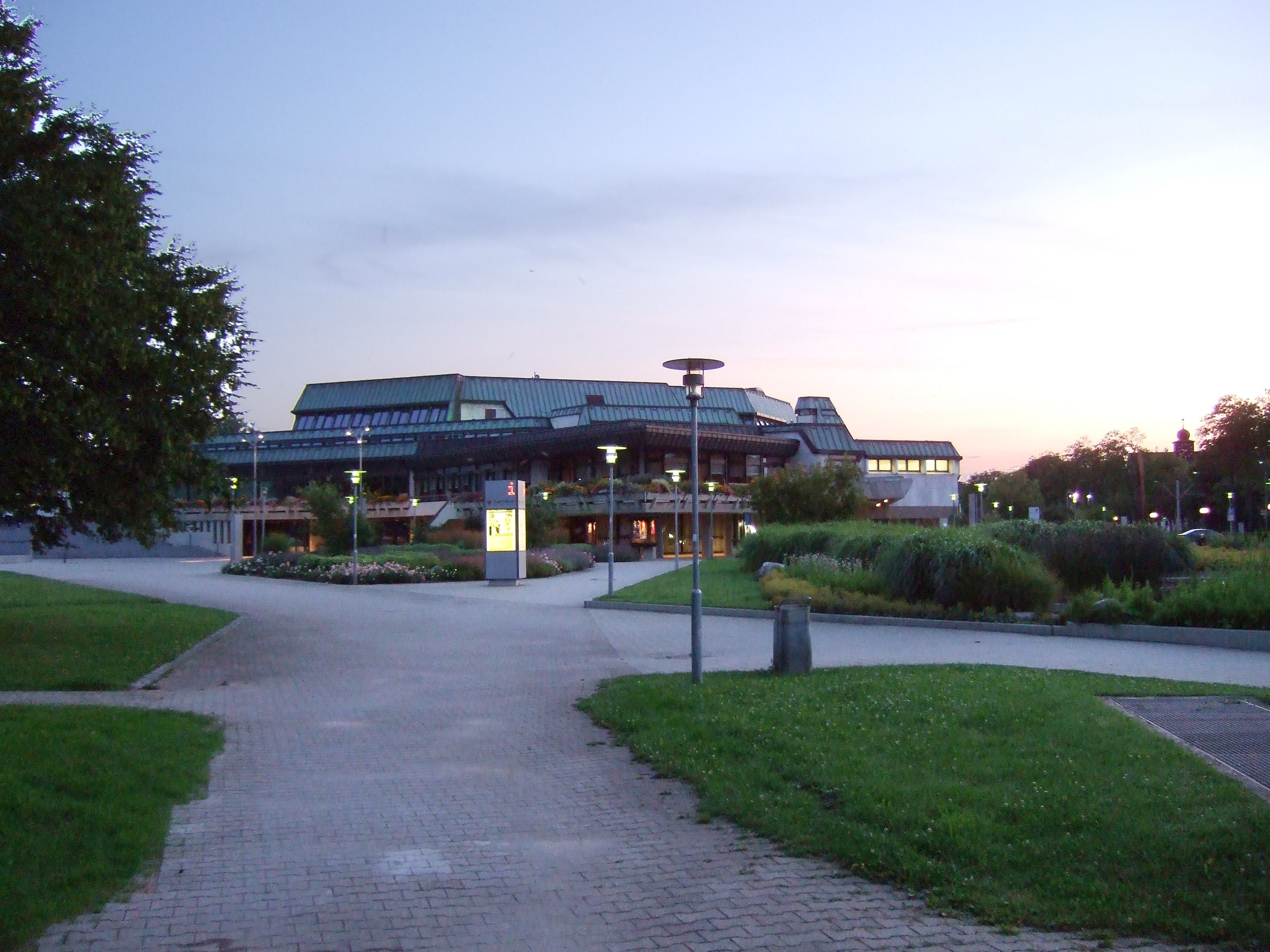
Schwabenlandhalle

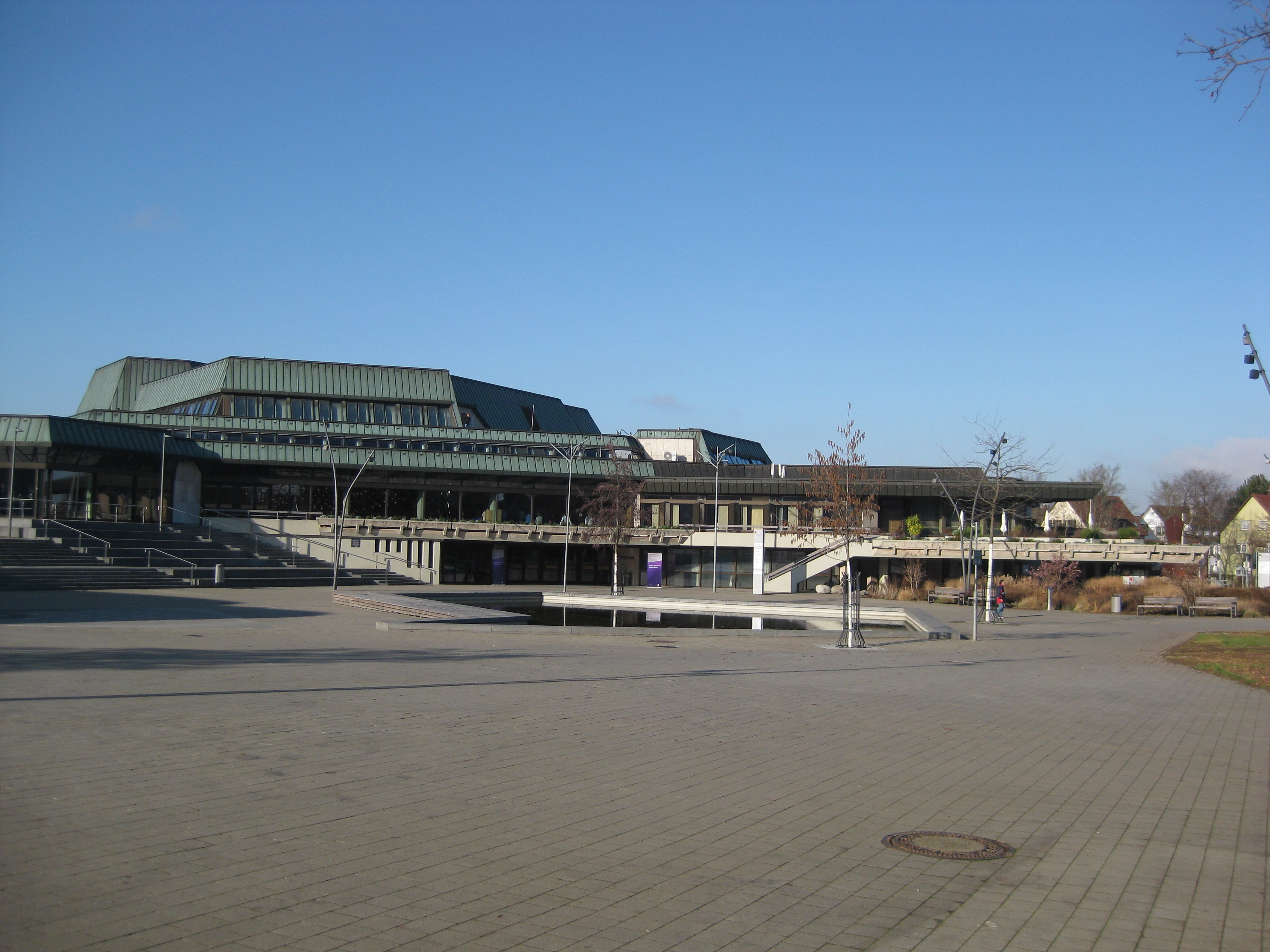
Schwabenlandhalle mit Guntram Palm Platz

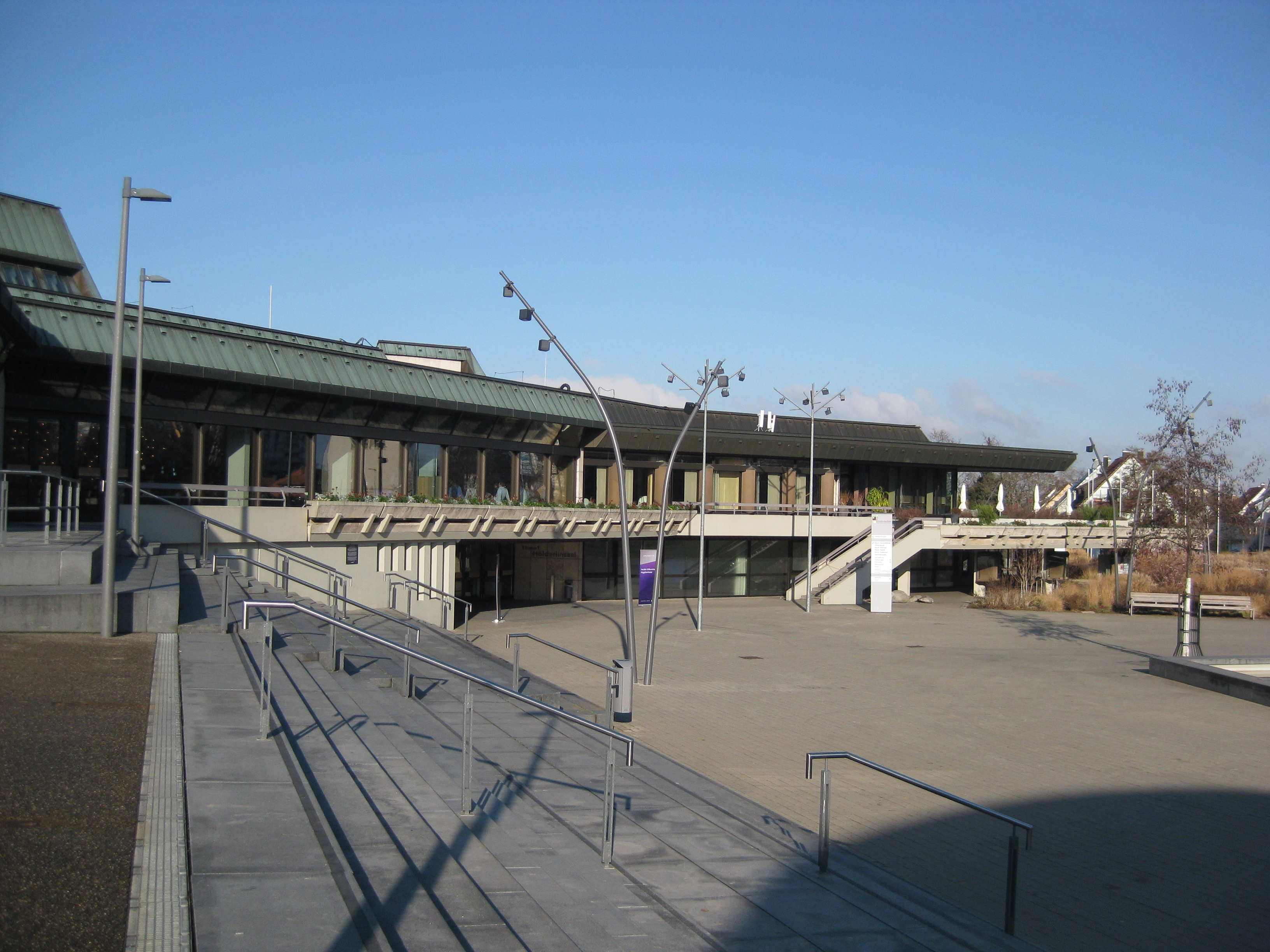
Schwabenlandhalle

Das Kongresszentrum Schwabenlandhalle ist ein Kultur-, Kongress- und Tagungszentrum in Fellbach an der nordöstlichen Stadtgrenze Stuttgarts. Gemeinhin wird von der Schwabenlandhalle gesprochen.

## Fakten
Die Halle wurde im September 1976 eingeweiht. Sie gilt als ein achtbares Beispiel deutscher Architektur der 1970er Jahre. Den Zuschlag zum Bau der Schwabenlandhalle erhielt der Architekt Gerhard Keller aus Süßen im Landkreis Göppingen. Er stellte das Ergebnis des gewonnenen ersten Preises eines Architektenwettbewerbs von 1970 dar. Ausgelobt war der Wettbewerb von der Stadt Fellbach. Gebaut wurde von 1972 bis 1976. 
Die Halle verkörperte eines der ersten Kultur- und Kongresszentren in der Region Stuttgart und entwickelte sich schnell zum Treffpunkt für Kultur, Gesellschaft und Wirtschaft. Die Auslastung im Jahr 2003 lag bei über 125.000 Besuchern und 372 Veranstaltungen und damit recht hoch. Knapp 30 Jahre nach Erbauung wurde daher die Halle rundum erneuert. 
Nach zweijähriger Bauzeit (2004–2006) konnte der Öffentlichkeit zudem ein zusätzlicher Bauteil mit ca. 1000 m² Grundfläche zur Verfügung gestellt werden. Den Erweiterungsbau hatte das Architekturbüro AP Plan Mory-Osterwalder-Vielmo GmbH, Stuttgart, mit Sitz in Berlin erbaut. Dieses Büro ging als Sieger aus einem begrenzt offenen Realisierungswettbewerb hervor. 
Im Jahr 2011 waren bei 569 Veranstaltungen knapp 130.000 Besucher zu Gast.
Die Hallentechnik insgesamt gilt als überdurchschnittlich gut und wird fortlaufend den sich erweiternden Bedürfnissen an eine moderne Hallengestaltung angepasst. Geschätzt wird das Hallenensemble auch wegen seiner ruhigen Lage – gleichwohl gelegen inmitten des Ballungsraums Stuttgart.
Das Gesamtbild der Innenräume des Erweiterungsbaus wird als sachlich beschrieben, aber als transparent. Erzielt wird dieser Effekt durch die hohen Glasanteile am Bau, die Raumhöhe und zudem eine sanft reflektierende Aluminiumoptik. Licht- wie Schattenspiele, ausgehend von den Fensterstreben und Säulen, lassen die kontrastierenden Parkettböden „leben“ und verleihen Reiz und Weitläufigkeit. Individuelle Abdunkelungsmöglichkeiten, Klimatisierung, variable Trennwände, feste und mobile Projektionsflächen gehören zum Standard. Die komplette Befahrbarkeit der Halle (Ebenerdigkeit) ermöglicht die komplikations- und barrierefreie Zugänglichkeit für Großgüter.
Eine Besonderheit stellt auch das sogenannte Neue Foyer dar, eine Fusion aus dem Großen Foyer des Altbaus und dem Foyer des Erweiterungsbaus. Gewährleistet wird dies technisch durch mobile Glaswände, deren Öffnung ein großes Event-Foyer ermöglicht, deren Schließung hingegen ungestörte Parallelveranstaltungen erlaubt.

## Veranstaltungen
In der Schwabenlandhalle finden regelmäßig Theaterveranstaltungen von Tournee-Produktionen statt. Weitere kulturelle Veranstaltungen bestehen in der Aufführung von Schauspielen, Ballett, Opern, Musicals und Konzerten. Außerdem werden Tagungen, Kongresse und Ausstellungen durchgeführt.

## Tagungsräume
Als Tagungsräume stehen zwei Säle (Hölderlinsaal mit 1300 m² und Uhlandsaal mit 350 m²) zur Verfügung. Daneben können die Hesse- und Mörikeräume sowie das Daimler- und Keplerzimmer genutzt werden. Die Tagungs- und Ausstellungsfläche umfasst insgesamt 4000 m². Diese Fläche verteilt sich neben den Foyerflächen auf elf Räume.
Der Hölderlinsaal bildet den Mittelpunkt der Schwabenlandhalle. Als Nutzraum für kulturelle Veranstaltungen, Kongresse, Bankette und Bälle mit einem Fassungsvermögen von bis zu 1400 Personen kommt ihm auch eine multifunktionale Bedeutung zu. Ab der Saalmitte erheben sich die Sitzreihen arenaartig und gewähren dadurch optimale Bühnensicht. Der kleinere Uhlandsaal steht insbesondere für kleine und mittelgroße Veranstaltungen zur Verfügung. 
Das Herzstück des Erweiterungsbaus bilden die deutlich unterschiedlich großen Räume Mörike und Hesse (der große Raum). Zusammen mit dem neuen Foyer sind auch hier Kongresse, Ausstellungen und Feste möglich, zumal diverse Raumzuschnitte mittels Trennwänden und Wandöffnungen möglich sind. Bis zu 450 Personen können beherbergt werden und damit sogar mehr als im Uhlandsaal.

## Partner
Partner ist unter anderen ein benachbartes Hotel, welches direkt mit der Halle verbunden ist. Für die gastronomische Versorgung ist exklusiv ein Catering-Unternehmen beauftragt. In partnerschaftlicher Beziehung steht die Organisation der Schwabenlandhalle beispielsweise auch mit der Alten Kelter, der einst größten Gemeindekelter Deutschlands, sowie der ebenfalls unmittelbar benachbarten Musikschule.

## Technik
Die zeitgemäße Technik besteht aus::
- Präsentationstechnik
- Internetzugang, WLAN-Hotspot
- Simultan-Dolmetsch-Technik
- TV-Anlage mit Großbildprojektion
- Beschallungs-, Licht- und Bühnentechnik
- Anschlüssen für Fernsehdirektübertragungen
- Satellitenanlage
- Infrarotanlage und Induktionsschleifen für Hörgeschädigte im Hölderlinsaal